# Ferzan Özpetek
Ferzan Özpetek (ur. 3 lutego 1959 w Stambule) – włoski reżyser i scenarzysta filmowy tureckiego pochodzenia.

## Życiorys
Urodził się w Stambule, mieszka i tworzy we Włoszech od 1976 roku.
Zasiadał w jury konkursu głównego na 64. MFF w Wenecji (2007).

## Filmografia

### Reżyser
- Hamam – łaźnia turecka (Il bagno turco, 1997)
- Noc w haremie (Harem Suare, 1999)
- On, ona i on (Le fate ignoranti, 2001)
- Okna (La finestra di fronte, 2003)
- Święte serce (Cuore sacro, 2005)
- Saturno contro. Pod dobrą gwiazdą (Saturno contro, 2007)
- Un giorno perfetto (2008)
- Mine vaganti. O miłości i makaronach (Mine vaganti, 2010)
- Magnifica presenza (2012)
- Zapnijcie pasy (2014)
- Rosso Istanbul (2017)
- Neapol spowity tajemnicą (Napoli velata, 2017)
- Sekret bogini fortuny (La dea fortuna, 2019)
- Nuovo Olimpo (2023)
- Diamenty (Diamanti, 2024)